# 1963年12月 (あのすばらしき夜)
「1963年12月 (あのすばらしき夜)」（December, 1963 (Oh, What a Night)）は、フォー・シーズンズが1975年に発表した楽曲。世界各国で大ヒットした。

## 概要
ボブ・ゴーディオによれば元々のタイトルは「December 5th, 1933」であった。禁酒法が廃止された1933年12月5日をモチーフにした曲であったが、フランキー・ヴァリも後にゴーディオの妻となるジュディ・パーカーも特に感心しなかったことから、ゴーディオはパーカーと二人でメロディも含めてポップ市場に見合うものに作り直した。結果として初体験のほろ苦さを描いたノスタルジックなラブソングとなった。
1975年11月発売のアルバム『Who Loves You』に収録。同年12月にシングルカット。
1976年3月13日から3月27日にかけて3週連続でビルボード・Hot 100の1位を記録した。キャッシュボックスでも1位を記録。1976年のビルボードの年間チャートで4位を記録し、ゴールドディスクに輝いた。諸外国のチャートの順位は以下のとおり。カナダ（1位）、イギリス（1位）、ニュージーランド（2位）、オーストラリア（3位）、ベルギー（3位）、オランダ（3位）、ノルウェー（6位）、スウェーデン（11位）、西ドイツ（16位）、アイルランド（18位）。
リードボーカルはドラムズ担当のジェリー・ポルチ。途中、フランキー・ヴァリとベース担当のドン・シコーネに替わる。ヴァリがメインのボーカルから外れたのは、この頃から難聴に苛まれていたからであった。ホーンの編曲はリー・シャピロ。

## 参考資料
- ヴェリー・ベスト・オブ・フランキー・ヴァリ＆フォー・シーズンズ (ライナーノーツ). フランキー・ヴァリ＆ザ・フォー・シーズンズ. ワーナーミュージック・ジャパン. 2017. WCR26211。